# سيزار تشافيز (سياسي أمريكي)
سيزار تشافيز هو سياسي مكسيكي وأمريكي، ولد في 30 أكتوبر 1987 في موروليون ‏ في المكسيك. نشط حزبياً في الحزب الديمقراطي. وقد انتخب عضو مجلس نواب أريزونا ‏.

## وصلات خارجية
- الموقع الرسمي